# Chiesa di Santa Maria del Ponte al Porto
La chiesa Santa Maria del Ponte al Porto è un edificio di culto di Senigallia.

## Storia
La chiesa deve questa denominazione all'esistenza, fino al 1750, dell'unico ponte sul Misa in corrispondenza dell'adiacente via Cattaro.
Nel rione Porto esisteva da secoli una chiesetta che nel 1456 fu affidata ai padri domenicani. Vi si venerava un'immagine di Maria e di san Nicola, protettore dei naviganti. Nel 1628 fu eretta la parrocchia del Porto.
Nel 1702 la chiesa fu abbattuta, perché troppo umida ed ormai fatiscente, e ricostruita a spese degli abitanti del quartiere. Nel 1857 il papa Pio IX fece demolire anche quell'edificio, perché ancora pieno d'umidità e fece costruire la chiesa attuale su terreno rialzato e con la porta a sud, non più a levante su via Cattaro. La chiesa è dedicata alla Madonna e ai santi Andrea apostolo e Nicola di Myra, patrono di Bari, protettori della gente di mare.

## Descrizione
Lo stile dell'edificio è neoclassico e l'architetto fu il senigalliese Giuseppe Ferroni.
All'esterno della chiesa sono presenti lesene giganti di stile dorico ed un timpano; sui muri laterali e sulla facciata finestroni a mezzaluna.
L'interno è composto da un'unica, vasta navata, scandita da colonne ioniche; catino e soffitto a volta sono decorati da cassettoni di varie forme geometriche.
La pala dell'altare maggiore, dono di Pio IX, rappresenta La Madonna del Ponte e i due compatroni ed è opera del pittore Luigi Cochetti.
Nel presbiterio sono presenti due sculture in marmo bianco: un busto di Pio IX proveniente dalla villa Mastai De Bellegarde alle Grazie, dello scultore Pietro Tenerani, discepolo del Thorwaldsen, e una statua di sant'Agnese, con un piedistallo ornato da un bassorilievo che ricorda un episodio miracoloso.
Sulla parete destra sono collocati un san Francesco di Paola del pittore Guglielmo de Sanctis, La Madonna Bedini, piccolo dipinto risalente al 1849-52 proveniente dalla cappella gentilizia della famiglia Bedini che si trova in via Mamiani, e La Madonna di Costantinopoli, dipinto cinquecentesco, che secondo tradizione, fu portato a Senigallia dai reduci della battaglia di Lepanto al seguito di Francesco Maria II Della Rovere e donato alla chiesa da Vittoria Farnese, consorte di Guidubaldo II Della Rovere, Duca di Urbino, e madre di Francesco Maria II. In una nicchia è presente una statua in pietra che raffigura sant'Andrea, che si trovava sulla facciata della chiesa precedente. 
Sulla parete sinistra si trovano un san Vincenzo Ferreri, opera del pittore Domenico Bartolini, ed un grande crocifisso ritenuto del tardo quattrocento che, secondo una pia leggenda, sarebbe stato trovato in mare dai pescatori senigalliesi.

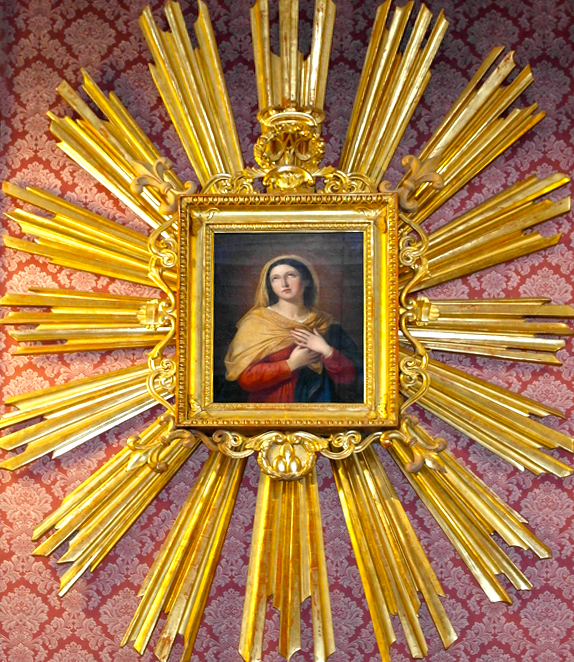
Raggiera Bedini oggi conservata presso la Parrocchia di Santa Maria del Ponte a Senigallia

## La Madonna Bedini
L'immagine della Madonna della Misericordia, detta anche Madonna Bedini si trovava fino a non molti anni fa nella Chiesa della Madonna della Misericordia di Senigallia, detta anche Chiesa Bedini.
Quest'immagine che è la copia di quella a Rimini nel Santuario della Madonna della Misericordia in Santa Chiara, fu fatta fare dalla famiglia Bedini nel periodo in cui Gaetano Bedini era legato a Bologna.
Fu benedetta da Papa Pio IX, che le concesse l'indulgenza plenaria il giorno della sua festa la terza domenica di ottobre.

## Il Crocifisso del Porto
La tradizione popolare attribuisce ai pescatori del rione Porto il ritrovamento del Crocifisso in mare, mentre veniva trasportato sulla spiaggia dalle onde.

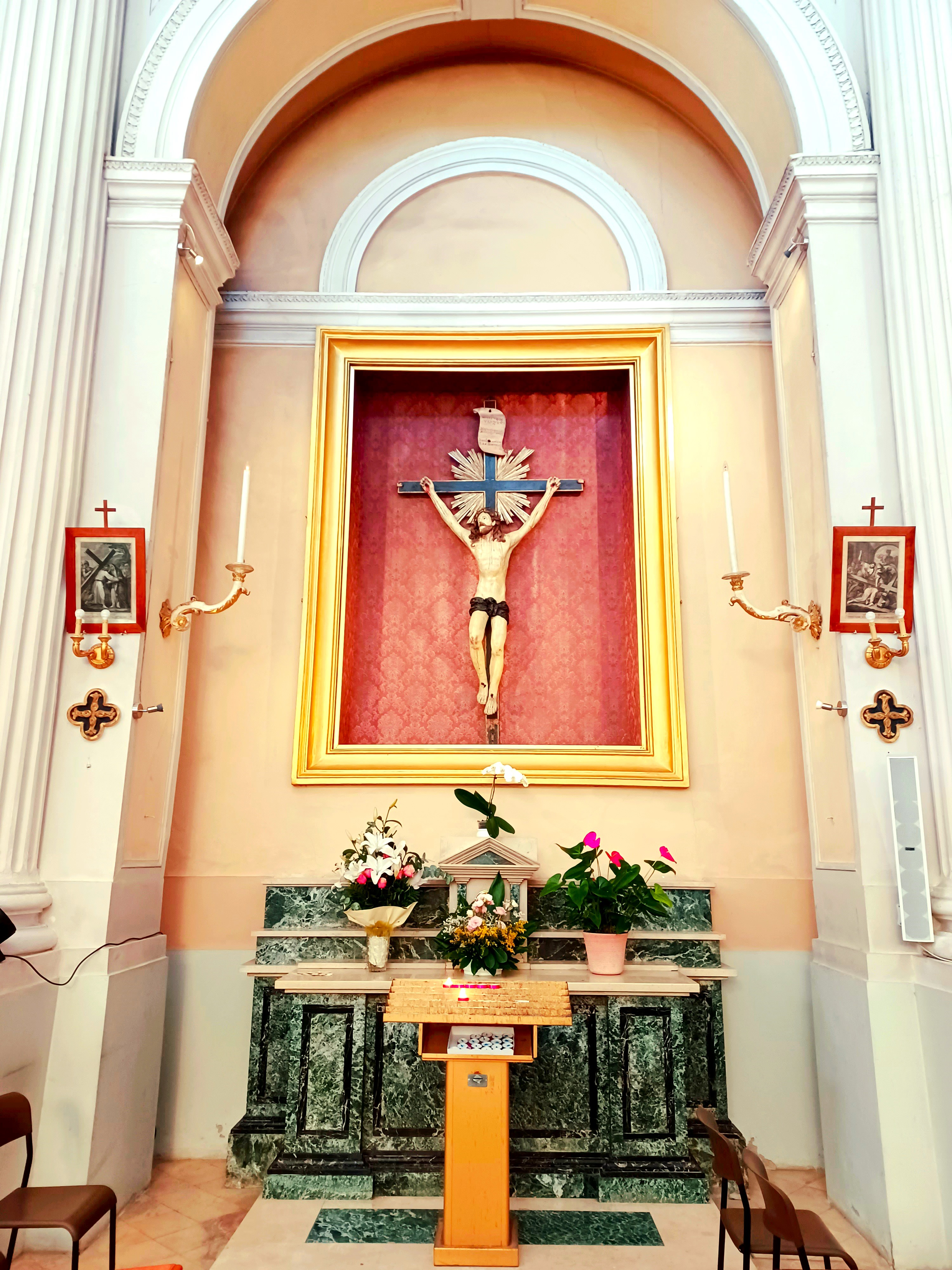
Altare del Crocifisso, Chiesa di Santa Maria del Ponte al Porto, Senigallia (AN)

Realizzato in cartapesta, a grandezza naturale, ha la particolarità di distaccarsi dalla tradizione iconografica classica: il Cristo è rappresentato nell'attimo prima di esalare l’ultimo respiro, con il capo rivolto al cielo e gli occhi e la bocca spalancati. Non si hanno notizie dell’artefice dell’opera ma confrontandola con altre dalle stesse caratteristiche si attribuisce la realizzazione a fine 1600. Da documenti d’inventario risulta presente in chiesa già nei primi del 1700 in occasione della seconda ricostruzione. Conosciuto anche come “Crocifisso della Buona Morte” ha dato vita alla Confraternita che si costituì presso la Parrocchia del Porto con lo stesso nome nel 1794, l’ultima riunione riportata nei registri risale all’anno 1907. Patrono della Parrocchia del Porto, è ancora oggi molto venerato dai fedeli del rione e della città; per la Festa del SS. mo Crocifisso (ultima domenica di settembre) si conduceva in processione fino al porto, dove con la collaborazione dei pescatori veniva imbarcato per tornare a salutare il mare da cui la tradizione vuole sia giunto a noi.
L'altare del Crocifisso, realizzato in marmo verde delle Alpi e in nero portoro, venne offerto dalla Famiglia Cremonini in ricordo del Comm. Guglielmo e della moglie, Sig.ra Irene Silvestri. L'opera venne consacrata dal Vescovo di Senigallia, S.E. Mons. Umberto Ravetta, la sera del 23 dicembre 1954 ed il giorno di Natale dello stesso anno il parroco vi celebrò la prima S. Messa di ringraziamento.